# Who Got Game The Mixtape
Who Got Game? The Mixtape – album muzyczny The Game'a wydany w 2005 roku.

## Lista utworów
1. "Fly Like an Eagle" (feat. Snoop Dogg, WC)
2. "Don't Push Me" (feat. 50 Cent)
3. "Where I'm From" (feat. Dr. Dre & Nate Dogg) (OG version)
4. "Let The Gunz Go" (feat. Juelz Santana & Billbord)
5. "Soldier"
6. "Confessions"
7. "Cocaine"
8. "Untitled" (Benzino diss)
9. "Ride With Me"
10. "For My Niggas"
11. "I love The Hood" (feat. Young Buck)
12. "MurderVille"
13. Get It" (feat. Jay-Z & Dr. Dre)
14. "Do It Like Kane" (feat. Talib Kweli & Black Thought)
15. "Never Be Friends"
16. "War Them Want" (feat. Rah Digga)
17. "Life"
18. "South Side" (feat. Lil Scrapy)